# Medazzaland
Medazzaland — дев'ятий студійний альбом англійської групи Duran Duran, який був випущений 14 жовтня 1997 року.

## Композиції
1. Medazzaland - 3:53
2. Big Bang Generation - 4:44
3. Electric Barbarella - 5:19
4. Out of My Mind - 4:20
5. Who Do You Think You Are? - 3:27
6. Silva Halo - 2:28
7. Be My Icon - 5:15
8. Buried in the Sand - 4:19
9. Michael You've Got a Lot to Answer For - 4:09
10. Midnight Sun - 3:41
11. So Long Suicide - 4:39
12. Undergoing Treatment - 3:05

## Учасники запису
- Саймон Ле Бон — вокал
- Нік Роудс — клавішні
- Джон Тейлор — бас-гітара
- Воррен Куккурулло — гітара